# Karrimor
Karrimor (fundada como Karrimor Bag Company en 1946) es una marca británica de mochilas, equipamiento deportivo, de exterior y ropa 
Las dificultades financieras que surgieron a finales de la década de 1990 llevaron a la empresa a declararse en suspensión de pagos en marzo de 2003. Después de eso, Sports Direct adquirió la marca, la cual ahora se utiliza para una variedad de productos económicos diseñados para correr y actividades al aire libre.

## Historia

### Empresa original

#### Historia temprana
Karrimor fue fundada y tuvo su sede en Lancashire, Inglaterra, después de la Segunda Guerra Mundial, y la empresa se trasladó desde sus instalaciones originales en la tienda de Rawtenstall a la cercana Clayton-le-Moors. Su historia se remonta a 1943, cuando el propietario de la tienda de bicicletas Waterfoot, Charles Parsons (1910–?), quedó ciego debido a un accidente ocurrido en 1939. En las condiciones de guerra y posguerra, no pudo obtener alforjas para la venta, pero aun así pudo adquirir tela cruda localmente. Su esposa y su hermana (Mary Parsons 1914–? y Grace Davies) comenzaron a fabricar bolsas para bicicletas para su tienda, las cuales también empezaron a vender localmente a otras tiendas. Esto condujo a la formación de la compañía Karrimor Bag en 1946. Como fabricante de alforjas, compitió con otras empresas del mismo sector, como Carradice y Dunlop.
La empresa se constituyó y cambió su nombre a Karrimor Weathertite Products (llamado así por sus bolsas de ciclismo Weathertite) en abril de 1952, antes de diversificarse hacia las mochilas en 1958, momento en el que se volvió famosa durante las décadas de 1960 y 1970.

#### Crecimiento y renombre
Las relaciones con escaladores en expediciones de gran altitud fueron una de las claves tanto para la innovación como para el marketing en Karrimor y Mountain Equipment. Compartir el terreno común de la escalada y el deporte al aire libre ayudó a crear entendimientos comunes y percepciones compartidas.

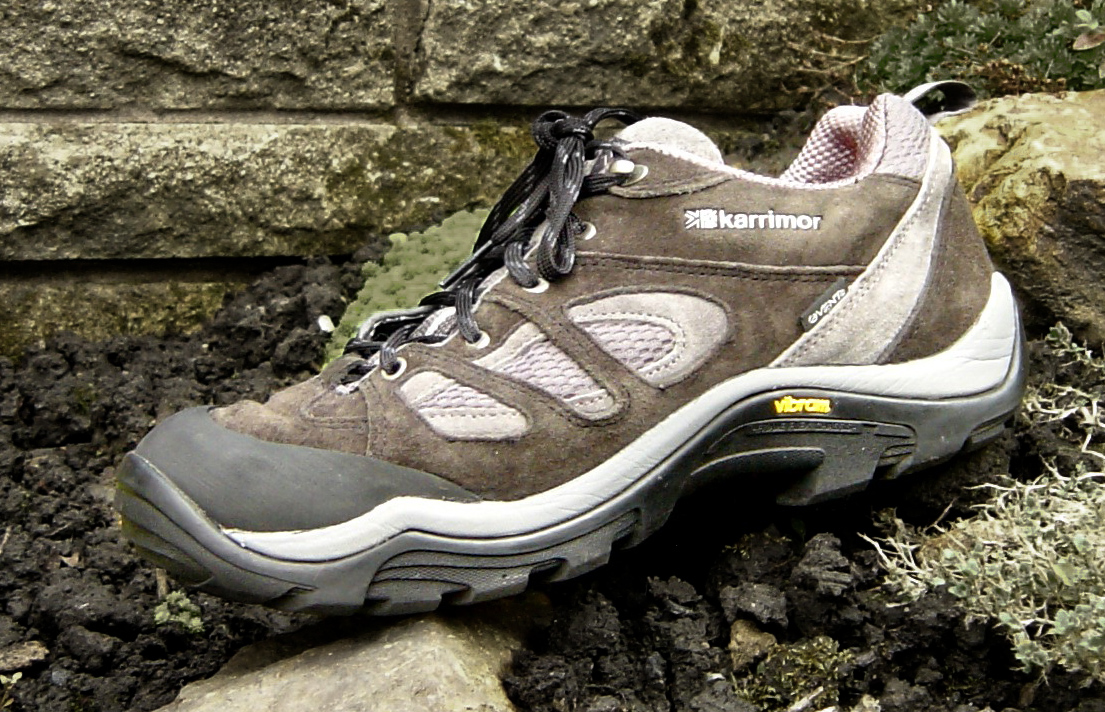
Un entrenador de senderismo Karrimor

Este puente entre el conocimiento técnico y las necesidades deportivas jugó un papel crucial en establecer una creciente dominancia en el mercado de mochilas. El desarrollo temprano de Karrimor implicó combinar tecnologías, materiales y habilidades antiguas y nuevas con un nivel mucho más alto de interacción con el cliente que era común en la industria del algodón.
Rose & Parsons, 2003
Rose, Love & Parsons, 2007

Para Karrimor, el próspero mercado y su expansión, combinados con una afluencia de entusiastas que buscaban equipos, experiencia local, una amplia red de contactos, un negocio ya establecido, la ventaja de ser pionero en su sector y un CEO que se involucraba activamente con las opiniones de los entusiastas sobre los equipos y poseía considerables habilidades de diseño, resultaron ser una combinación fructífera para la expansión de la empresa.
De hecho, el período de 30 años, de 1960 a 1990, ha sido descrito como una "edad de oro" para las empresas de actividades al aire libre en el Reino Unido en general.

Anuncio de los años 70 del nuevo tejido de Karrimor, KS-100e

Un ejemplo importante de esta combinación sinérgica de factores fue la innovación de Karrimor del primer tejido texturizado de nailon ligero y resistente al agua, comercializado como KS-100e. En los textiles de la década de 1960, las fibras de algodón se expanden cuando están mojadas, se adhieren a muchos revestimientos y, por lo tanto, las telas de algodón se hacen fácilmente impermeables y resistentes a la putrefacción, pero siguen siendo relativamente pesadas y engorrosas, y están lejos de ser un textil ideal para mochilas, mientras que las telas de nailon son livianas y resistentes., flexible, fácil de limpiar, pero técnicamente muy difícil de impermeabilizar salvo añadiendo revestimientos (los revestimientos existentes, como el poliuretano, se pelan o desgastan fácilmente  : 64 ), y cuando no se tratan siempre son permeables al agua (sus fibras no se expanden para llenar los huecos cuando están mojadas). Por lo tanto, en la década de 1960, los tejidos resistentes al agua todavía se basaban en gran medida en revestimientos de caucho, algodón pato y similares, aunque estos se flexionaban mal y añadían peso. En colaboración con una empresa local (ya sea BM Coatings  o Gordon and Fairclough, : 13–14 las fuentes difieren), Karrimor desarrolló un proceso de elastómero -nylon en el que la tela de nailon endurecido se impermeabilizaba sin peso significativo ni recubrimientos adicionales, y sin perder su flexibilidad natural, durabilidad, textura u otras cualidades deseables. : 13–15 La gama de calzado KSB fue otro ejemplo, combinando parte superior de tela/ gamuza liviana, nuevos materiales absorbentes de impactos y la suela innovadora de su compañero británico Ken Ledward, para crear botas que fueran livianas, resistentes y absorbentes de impactos.

#### Recesión y resurgimiento
La recesión a principios de los años 1980 y la presión sobre la manufactura y las exportaciones fueron difíciles, o incluso desastrosas, para Karrimor, al igual que para muchos otros fabricantes y exportadores del Reino Unido. Dos de las tres fábricas de la empresa cerraron y 100 de los 300 trabajadores fueron despedidos. Determinado a mantener el enfoque en las fortalezas de fabricación del negocio, así como en su punto central de venta y reputación, Parsons sostuvo el negocio invirtiendo en líneas de productos que se venderían en contra de la estacionalidad de las mochilas, y modernizó Karrimor al visitar los Estados Unidos para aprender nuevas prácticas comerciales, donde éstas a menudo estaban muy por delante de las del Reino Unido. Según Parsons, los cambios le costaron a la empresa familiar más de £1 millón al finalizar, pero dejaron a Karrimor a principios de la década de 1990 como "el proveedor más importante de la industria", y continuó ganando premios y renombre.

#### Logros y reconocimiento previos a la sindicatura
Los aspectos más destacados de Karrimor antes de la recepción incluyeron la mochila 'Alpiniste' de la década de 1960 y la mochila morada 'Haston Alpiniste' de la década de 1970, descrita como "dominante" de la década en términos de mochilas de escalada. que llevó al equipo de Chris Bonington en su muy publicitado ascenso de 1975 a la cara suroeste del Everest usando equipo Karrimor ( Peter Habeler también usó la misma marca tres años después para su ascenso sin máscara de oxígeno, al igual que Junko Tabei, la primera escaladora del Everest  ); Ks-100e, un tejido pionero a base de nailon impermeable inventado en 1973; un premio de diseño británico en 1991 por la mochila Condor; el diseño del omnipresente sistema de soporte para mochilas 'SA'; y desarrollo pionero en calzado ligero de tejido y ante (la "revolución del calzado" de los años 1980) con la gama KSB. Las mochilas en aquella época solían estar hechas de telas pesadas o con una estructura externa sólida; La Alpiniste y sus parientes fueron la primera mochila "moderna" sin estructura, en el sentido de ser liviana y el peso se transfería a un cinturón de cadera integrado a través de un sistema de soporte de espalda ajustado. Este fue el precursor de todas las mochilas modernas de este tipo sin marco. Durante este período, Karrimor ofreció una garantía de por vida para sus productos y tenía reputación por su servicio interno de garantía y reparación, a menudo muchos años después de la compra del producto. Los nuevos propietarios de la marca Karrimor ya no respetan estas garantías de por vida. Otros aspectos destacados también incluyeron la introducción de colchones de espuma de células cerradas (1965) conocidos como "Karrimat", y las primeras exportaciones y primeros experimentos de Karrimor con mochilas de nailon en 1967, que llevaron también a las primeras bolsas de nailon impermeables para bicicletas comercializadas en la década de 1970. (Más tarde, Karrimor cambió toda su producción de bolsas de ciclismo de algodón a nailon en 1980), así como la primera maratón de montaña (1968).

#### Karrimor SF
Alrededor de 1995, Karrimor concibió, junto con Deric Gollop, un campo de tiro de "fuerzas especiales" llamado Karrimor SF, que se lanzó como una empresa separada alrededor de 1998. Se centró en las necesidades de equipamiento policial y militar. Al estar fuera del grupo Karrimor International, la empresa no se vio afectada por la escisión posterior de Karrimor en 2004 y ha seguido estando activa comercialmente hasta 2019 con sus propios productos y producción. Su sitio web es Karrimorsf.com.

### Dificultades financieras e historia de la nueva empresa posterior a la quiebra
A finales de los años 1990 y 2000, el negocio de Karrimor creció pero su solidez financiera flaqueó cuando atrajo inversores y compró otras empresas. El Reino Unido volvió a estar en recesión durante el período 1990-1993, que se superó sin despidos. A medida que la economía se recuperó y entró en un auge prolongado, y la empresa continuó demostrando su fuerza comercial, reputación y ganando aún más premios ( ver arriba ), la familia vendió la mayor parte del negocio en etapas. a inversores externos (25% en 1993, y gran parte del resto en 1996) para obtener inversión externa, ya que la empresa buscaba consolidar y ampliar su posición en el mercado mediante el crecimiento a través de adquisiciones y aumentar su presencia en el mercado en áreas relacionadas, como el comercio minorista y los distribuidores. .

#### Adquisiciones, Gartmore y 21 Invest
En 1993, la familia vendió el 25% del negocio a la empresa de inversiones Gartmore para financiar la expansión, mediante la adquisición de Phoenix Mountaineering y Life Cycle. La estrategia no funcionó como se esperaba y en 1996 estaba colocando a la empresa en una situación financiera "desesperada". Frente a pérdidas financieras, un sistema bancario que no respaldaba adecuadamente la financiación de capital a largo plazo del tipo que necesitaba la empresa, y la necesidad de financiación para respaldar la inversión, una participación mayoritaria controladora  La participación del negocio se transfirió  al grupo inversor 21 Invest (ahora Investindustrial ), el brazo inversor de los imperios italianos Bonomi y Benetton, por £7. millones, con Mike Parsons convirtiéndose en presidente de Karrimor. Andrea Bonomi, propietario de 31 años de la empresa de capital riesgo, consideraba que Gran Bretaña era "un lugar fantástico" para la fabricación, pero subestimado por los propios británicos, y consideraba a Karrimor una empresa familiar ejemplar (aunque en su opinión "mal"). -administrado"  ), propiedad de una familia "trabajadora" con una fuerza laboral "ferozmente leal" y una buena opción para la inversión en el Reino Unido.
Con 21 Invest, Karrimor compró el distribuidor de Lowe Alpine, Europa Sport, adquiriendo también los derechos de distribución existentes de Europa para otros fabricantes. Se anticipó que la compra aumentaría los ingresos del grupo Karrimor, que ya ascienden a £19. millones, hasta un máximo de alrededor de £ 30 millones, e impulsar a la empresa al segundo lugar en el mercado de calzado del Reino Unido y también consolidar su posición dentro de los productos deportivos y de ocio.  Sin embargo, 21 Invest y Parsons descubrieron que no estaban de acuerdo sobre los planes futuros de la empresa, lo que generó problemas "muy graves". Un artículo de 2001 afirma sobre este período que: "[L]os capitalistas de riesgo intentaron convertir sus productos en una gama de moda y, a principios de 1998, Parsons fue obligado a dimitir. "Al final tuvimos problemas muy graves. Pero no hubo sucesores y ya habíamos incorporado capital de riesgo, así que una vez que lo hayas hecho, estarás un paso más cerca de vender el negocio de todos modos". 21 Invest finalmente informó un retorno sustancial de su inversión, habiéndose centrado en las tiendas minoristas existentes de Karrimor (inicialmente con la marca 'Karrimor' y desde 1999 Mountain Warehouse ) y las ventas internacionales, antes de vender el negocio principal de Karrimor en 1999 al grupo de ocio sudafricano. Participaciones Cullinan; 21 Invest también salió de Mountain Warehouse tres años después, en 2002.

#### Cullinan Holdings
Un día después de completarse la venta de 1999, los nuevos propietarios Cullinan "sorprendieron" a la empresa al anunciar planes para el cese de la fabricación existente (el fin inmediato de ochenta puestos de trabajo, o una cuarta parte de la fuerza laboral) [36]  y la intención de cambiar Karrimor. a un negocio de ventas, marketing y distribución.
Hubo furia local, ya que la empresa y los empleados habían recibido garantías apenas un día antes (antes de completar la venta) sobre sus compromisos con la empresa, con su fuerza laboral y sobre sus planes futuros. Cullinan no hizo comentarios al respecto. También intervino el director del proveedor local de Karrimor, Trubend Manufacturing, para intentar salvar la gama de prendas de lana y sus 30 empleados.
En marzo de 2003, la empresa compró YHA Outlets, una cadena de quince establecimientos minoristas de productos para actividades al aire libre. La adquisición no fue un éxito (en parte debido a una reducción de precios errónea en las tiendas de productos, incluido el propio Karrimor) y Karrimor no pudo recuperarse. La caída de las ventas y la "falta de voluntad" de Cullinan para invertir en el negocio (según su síndico )  llevaron a que la empresa entrara en quiebra en marzo de 2004. En ese momento tenía alrededor de 250 empleados  y unas ventas de alrededor de 18,7 millones de libras esterlinas.

### Post-sindicatura y Sports Direct
Una vez completada la transacción, se cancelaron o subcontrataron actividades de servicio al cliente, como garantías de por vida y servicios de reparación de productos vendidos anteriormente. La fabricación en el Reino Unido terminó en gran medida. 
Algunos miembros de la dirección anterior de Karrimor iniciaron un negocio con el nombre de "Zero Degrees" que durante un breve tiempo también produjo equipos para exteriores. Algunos trabajadores de garantía y reparación permanecieron activos con los productos Karrimor en la empresa asociada Lancashire Sports Repairs, que hasta aproximadamente 2012 actuó como proveedor de garantía, reparación y servicios posventa de Karrimor  y, a partir de 2013, brinda servicios de reparación pagos de equipos Karrimor.